# Jacek Jureczko
Jacek Jureczko, właściwie: Włodzimierz Jacek Jureczko (ur. 16 stycznia 1972, zm. 28 sierpnia 2007 we Wrocławiu) — polski działacz katolicki i społeczny.

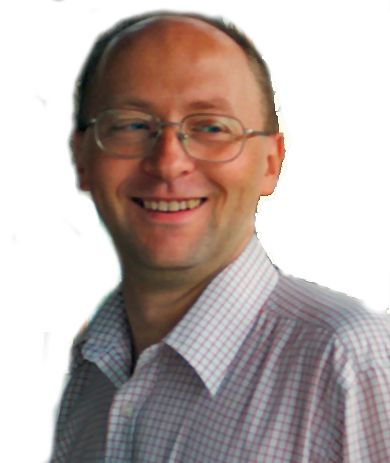
Jacek Jureczko

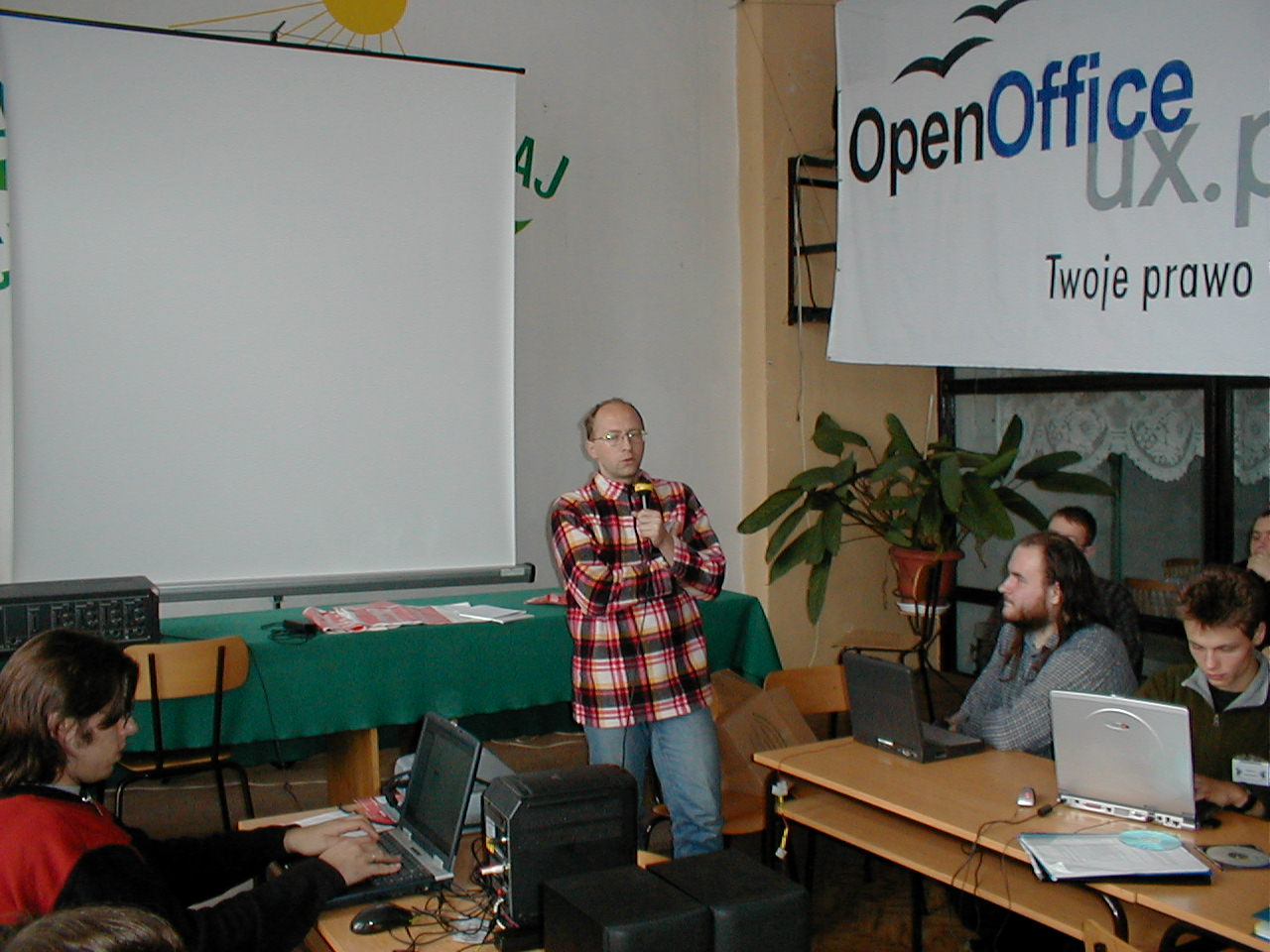
Jacek Jureczko prowadzi wykład na Jesieni Linuksowej 2003 w Ustroniu, pt. "GNU/Linux w organizacjach pozarządowych na przykładzie Towarzystwa Pomocy im. św. Brata Alberta. Ogólnopolska baza bezdomnych"

W latach 2003–2007 był członkiem zarządu głównego Towarzystwa Pomocy im. św. Brata Alberta, w ramach którego był pomysłodawcą projektu ogólnopolskiej bazy danych osób bezdomnych, a także twórcą pierwszej w Polsce pracowni komputerowej dla osób bezdomnych opartej na rozwiązaniach Open Source, przy kole wrocławskim Towarzystwa. W 2001 założył i został redaktorem naczelnym Katolickiego Serwisu Apologetycznego. Był członkiem katolickiej wspólnoty Hallelu Jah we Wrocławiu, organizatorem rekolekcji i wyjazdów ewangelizacyjnych, basistą m.in. występującym gościnnie w zespole 40i30na70.
Brał udział jako prelegent w konferencjach środowiska linuksowego i open source, m.in. Jesieni Linuksowej 2003 i 2004, gdzie prezentował własne doświadczenia w budowaniu tanich pracowni komputerowych i ogólnopolskiej bazy bezdomnych.
Towarzystwo uhonorowało Jacka Jureczko 23 maja 2009 roku nadając Pracowni Komputerowej dla Osób Bezdomnych jego imię.